# Évora de Alcobaça
Évora de Alcobaça est une freguesia portugaise située dans le District de Leiria.
Avec une superficie de 42,32 km2 et une population de 4 788 habitants (2001), la paroisse possède une densité de 113,1 hab/km2.